# 竞技场

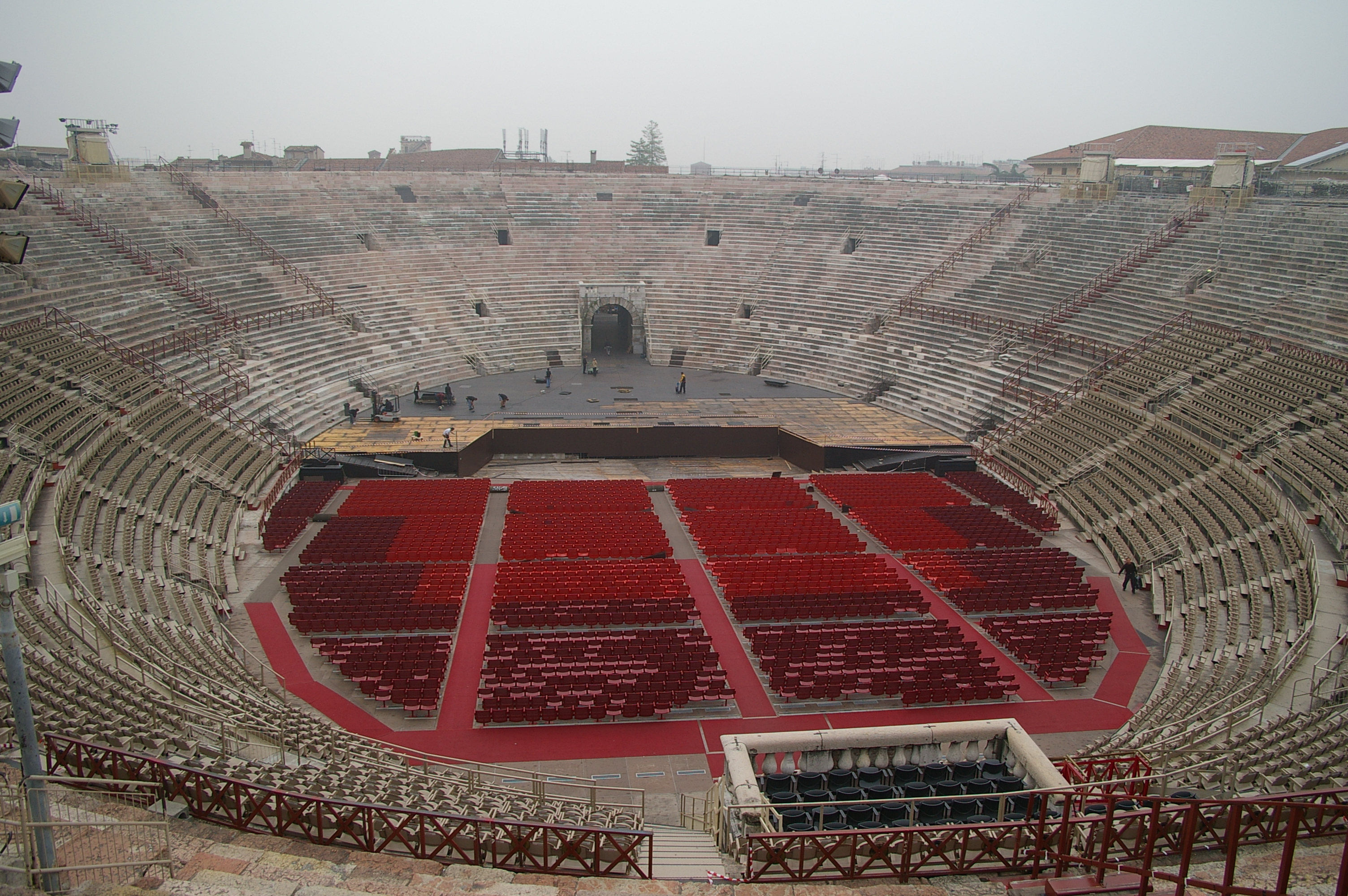
维罗纳圆形竞技场（歌剧场，古时的斗兽场）

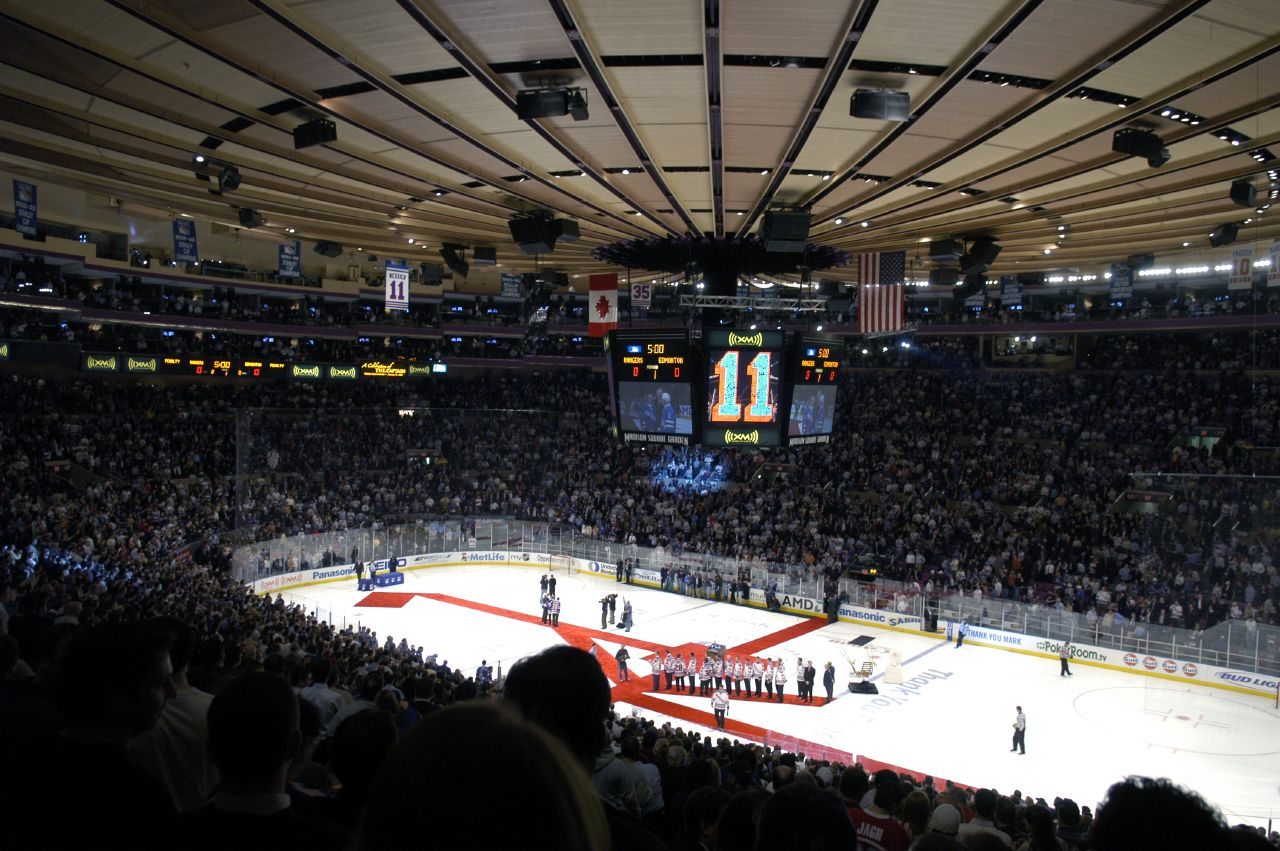
麦迪逊广场花园（多功能大厅）

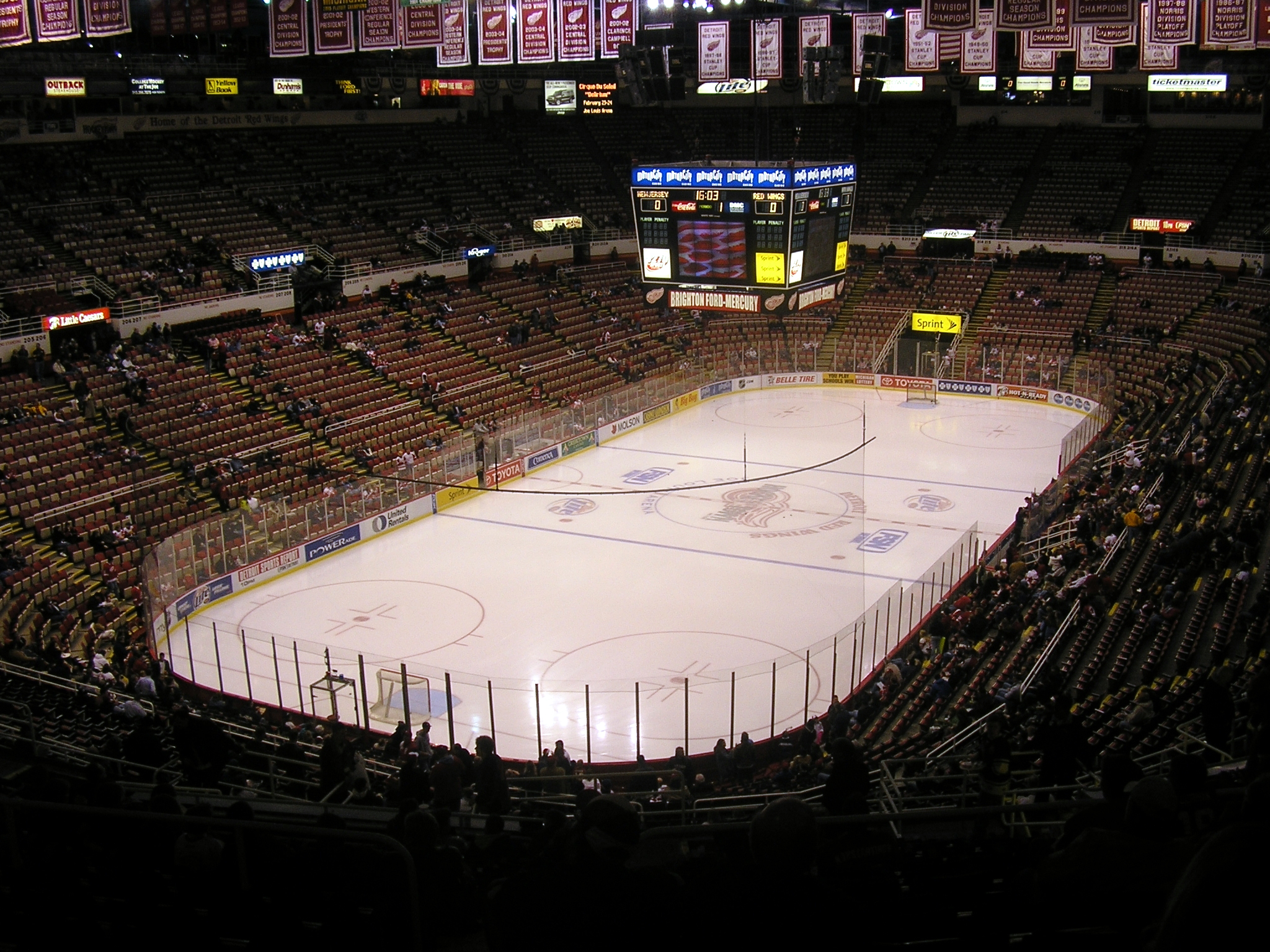
乔路易斯竞技场（冰球）

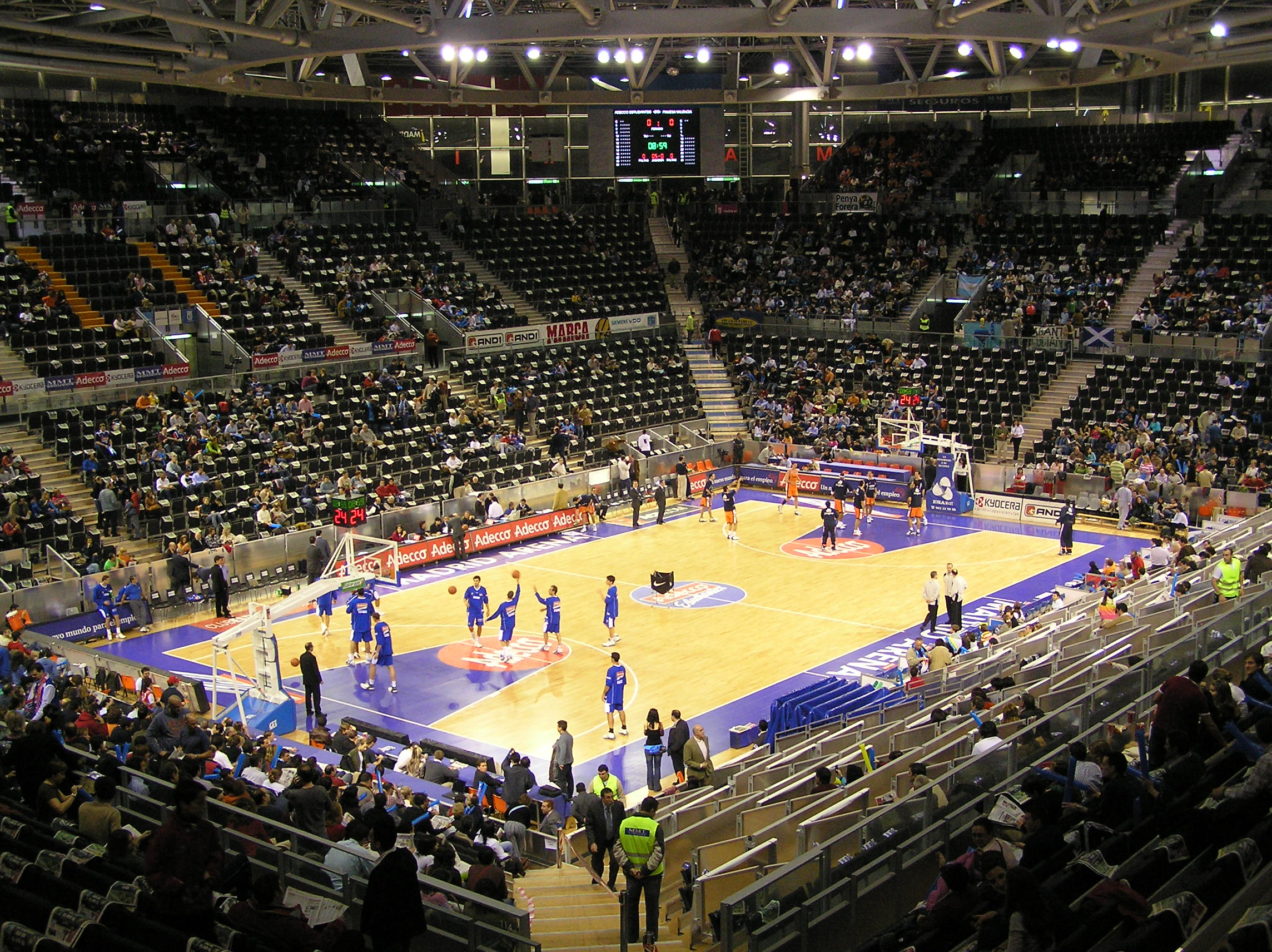
馬德里競技場（篮球场、网球场等）

竞技场（拉丁語：arena）在建筑学指场地四周被倾斜的阶梯式看台环绕的设施，例如罗马斗兽场、体育场、剧场。竞技场在竞技比赛等场合可指中心的场地，也可指包括看台在内的场内全部设施。日语写作或，均語源自「arena」；日语的則為體育場地的通稱。

## 建筑特点
- 拉丁语「arena」本意为「砂」，是从「稀释斗兽场洒落血液的砂砾」的意思而来，并据此参照古罗马的圆形竞技场基本结构建设。
- 除特别用途的小型设施，竞技场基本为多功能，可容纳1万人至2万人左右[2]。作为音乐会在内的活动场地时，称「竞技场级」；同样，容量在此等級以上的万人场地称「体育场级」或「巨蛋级」，在此以下的千人场地称「大厅级」[3]。
- 屬於「競技場級」的室內體育館，若构造与巨蛋相似（例如擁有穹頂），有時也稱為「小巨蛋」，例如台北小巨蛋（Taipei arena）。

## 以「arena」命名的體育場館
- 臺北小巨蛋
- 高雄巨蛋
- 埼玉超级竞技场
- 横滨竞技场